# Garfield (Vorname)
Garfield ist ein aus dem Altenglischen stammender männlicher Vorname, der vorwiegend im englischen Sprachraum Verwendung findet.

## Bekannte Namensträger
- Garfield Akers (* um 1902; † zwischen 1953 und 1959), US-amerikanischer Musiker
- Garfield Barwick (1903–1997), australischer Politiker
- Garfield Darien (* 1987), französischer Leichtathlet
- Garfield Davies, Baron Davies of Coity (1935–2019), britischer Gewerkschaftsführer
- Garfield MacDonald (1881–1951), kanadischer Leichtathlet
- Garfield Morgan (1931–2009), britischer Schauspieler
- Garfield Reid (* 1981), jamaikanischer Fußballspieler
- Garfield Sobers (* 1936), barbadischer Cricketspieler
- Garfield Spence, jamaikanischer Musiker, siehe Konshens
- Garfield Todd (1908–2002), simbabwischer Politiker